# 北線 (默西鐵路)

北线是默西铁路的三条线路之一，由默西铁路公司运营，识别色为蓝色。

## 线路介绍
北线的线路运行方向为南北向，线路由亨特十字车站出发，沿着柴郡铁路线前往利物浦中央车站。圣迈克尔斯站与利物浦中央车站之间的布伦斯维克站于1998年开通，以便于连接布伦斯维克商务园区。线路于利物浦中央车站以南与柴郡铁路分离，并进入于1970年代建造的默西铁路地下铁隧道，抵达利物浦中央车站。列车离开利物浦中央车站后仍运行于利物浦市中心地下铁隧道抵达墨菲尔德站，随后向北运行，开出地下铁隧道，汇入兰开夏郡和约克郡铁路线。
线路在经过沙山站后转入利物浦、克罗斯比和绍斯波特铁路支线开往绍斯波特，而另一条支线前往柯克代尔站，随后继续分离出奥姆斯柯克和柯比支线。
开往绍斯波特的列车由亨特十字站出发，而通往奥姆斯柯克和柯比的列车则由利物浦中央车站出发。三条支线周一至周六日间的列车间隔为15分钟，周日运行间隔为30分钟，除了夏季期间绍斯波特支线的运行间隔也会达到15分钟，此外该支线在高峰时段的间隔可达到8分钟。在高峰时段，绍斯波特和奥姆斯柯克支线的列车编组变更为为六节，绍斯波特支线夏季期间周末时间段亦然。
该线路于90年代完成全线电气化。

## 换乘信息
北线在利物浦中央车站和墨菲尔德站与威勒尔线换乘。此外，由于该线不经过利物浦最大的铁路枢纽利物浦萊姆街站，因此乘客必须换乘威勒尔线前往该站，但鉴于利物浦中央车站与莱姆大街站之间的距离较近，故许多携带较轻便行李的北线乘客更愿意选择步行前往。
该线路在绍斯波特、奥姆斯柯克、柯比、利物浦南大道车站和亨特十字车站能够换乘其他英国全国铁路网的铁路列车。

## 特色

### 车型
British Rail Class 507、British Rail Class 508

### 识别色
北线的识别色为蓝色，有别于城市线的红色和威勒尔线的绿色，但列车车身颜色为代表默西塞德交通的黄色，与威勒尔线列车一致。

### 服务类型
默西铁路目前仍属于英国全国铁路网的一部分，但除了城市线以外，威勒尔线和北方线均使用专用轨道和市中心地下铁路隧道，与一般城市地铁已无太大区别，且在入口处设置专门闸机，且可以使用默西塞德郡的公共交通卡。但由于仍属全国铁路网，故旅客亦然可以通过铁路购票系统购得车票。